# Grupo del platino
| H  |    |    |    |    |    |    |    |    |    |    |    |    |    |    |    |    |    | He |  |
| Li | Be |    |    |    |    |    |    |    |    |    |    |    | B  | C  | N  | O  | F  | Ne |  |
| Na | Mg |    |    |    |    |    |    |    |    |    |    |    | Al | Si | P  | S  | Cl | Ar |  |
| K  | Ca | Sc | Ti | V  | Cr | Mn | Fe | Co | Ni | Cu | Zn | Ga | Ge | As | Se | Br | Kr |    |  |
| Rb | Sr | Y  | Zr | Nb | Mo | Tc | Ru | Rh | Pd | Ag | Cd | In | Sn | Sb | Te | I  | Xe |    |  |
| Cs | Ba | *  | Hf | Ta | W  | Re | Os | Ir | Pt | Au | Hg | Tl | Pb | Bi | Po | At | Rn |    |  |
| Fr | Ra | ** | Rf | Db | Sg | Bh | Hs | Mt | Ds | Rg | Cn |    |    |    |    |    |    |    |  |
| -- | -- | -- | -- | -- | -- | -- | -- | -- | -- | -- | -- | -- | -- | -- | -- | -- | -- | -- |  |
|    |    |    |    |    |    |    |    |    |    |    |    |    |    |    |    |    |    |    |  |
|    |    |    | *  | La | Ce | Pr | Nd | Pm | Sm | Eu | Gd | Tb | Dy | Ho | Er | Tm | Yb | Lu |  |
|    |    |    | ** | Ac | Th | Pa | U  | Np | Pu | Am | Cm | Bk | Cf | Es | Fm | Md | No | Lr |  |

| Metales del grupo del platino |

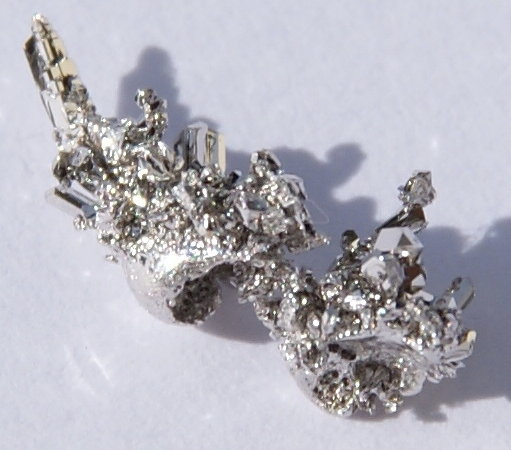
Cristal de paladio (1 x 0.5 cm)

El grupo del platino es un grupo de seis elementos metálicos con propiedades físicas, que ocupan un área rectangular en la tabla periódica. Todos son metales de transición, situados en el bloque d (grupos 8, 9 y 10, los períodos de 5 y 6). Son los elementos que ocupan los grupos de la tabla periódica (columnas) 8, 9 y 10, excepto los elementos cabeceras del grupo, es decir, solo los de los periodos de la tabla periódica 5 y 6.
Esta familia comprende al rutenio, el rodio, el paladio, el osmio, el iridio y el platino. Tienen propiedades físicas y químicas similares, y tienden a aparecer juntos en los mismos yacimientos de minerales.

## Propiedades
Los metales del grupo platino se destacan por sus propiedades como catalizadores. Son muy resistentes al desgaste y a las manchas, por lo que el platino, en particular, es muy adecuado para la joyería fina. Otras características distintivas incluyen la resistencia al ataque químico, excelente resistencia a las altas temperaturas y propiedades estables a la electricidad. Todas estas propiedades han sido aprovechadas para su uso en la industria.

## Historia
El platino de origen natural y las aleaciones ricas en platino fueron conocidas por habitantes de la América precolombina desde hace mucho tiempo.
Aunque el metal fue utilizado por los pueblos precolombinos, la primera referencia europea sobre el platino aparece en 1557 en los escritos del humanista italiano Julio César Escalígero (1484-1558) como una descripción de un metal misterioso que se encuentra en minas de Centroamérica, entre el Darién (Panamá) y México: "hasta ahora de imposible fusión por cualquiera de las artes españolas". Los españoles llamaron al metal platino ("plata") la primera vez que lo encontraron en Colombia. Consideraban al platino como una impureza no deseada en el mineral de plata.